# Дамир Маркота
Дамир Маркота (Сарајево, 26. децембар 1985) је хрватски кошаркаш. Игра на позицији крилног центра.

## Биографија
Маркота је рођен у Сарајеву као Дамир Омерхоџић, одакле се као дете преселио у Шведску због рата. Након свађе са оцем променио је презиме и узео мајчино девојачко Маркота. У Цибону је дошао 2001. али је прво био на позајмицама у Забоку и Карловцу. У Цибони је играо од 2003. до 2006. када се пријавио на НБА драфт 2006. где су га као 59. пика одабрали Сан Антонио спарси, али је одмах мењан у Милвоки баксе. Са Милвокијем је провео једну сезону у којој је на 30 утакмица имао просечно 1,7 поена. Након неуспеха у НБА вратио се у Европу где је променио много клубова. Сезону 2013/14. је почео у немачком Бамбергу где се задржава до краја новембра 2013. када одлази у шпански Билбао где проводи остатак сезоне. У октобру 2014. се вратио у Цибону, потписавши уговор до краја сезоне. Ипак почетком јануара 2015. напушта Цибону и потписује за турски Истанбул ББ, где остаје до краја 2016/17. сезоне. У јуну 2017. потписао је за Ушак Спортиф. Почетком децембра 2017. прешао је у Цедевиту са којом је провео остатак сезоне и освојио титулу првака Хрватске и Куп. У сезони 2018/19. је био играч Цибоне и са њима је освојио још једну титулу првака Хрватске. Сезону 2019/20. је провео у Морнару из Бара. Сезону 2020/21. је почео у екипи Забока, да би 23. октобра 2020. године по пети пут постао кошаркаш Цибоне.
Са сениорском репрезентацијом Хрватске је наступао на три Европска првенства 2007, 2011. и 2013. као и на Светском првенству 2014. године.

## Успеси

### Клупски
- Цибона:
  - Првенство Хрватске (2): 2005/06, 2018/19.
- Жалгирис:
  - Првенство Литваније (1): 2007/08.
  - Балтичка лига (1): 2007/08.
  - Куп Литваније (1): 2008.
- Унион Олимпија:
  - Куп Словеније (1): 2011.
- Цедевита:
  - Првенство Хрватске (1): 2017/18.
  - Куп Хрватске (1): 2018.

### Појединачни
- Ол-стар утакмица Првенства Хрватске (1): 2005.
- Ол-стар утакмица Првенства Словеније (1): 2011.